# 보은로 (보은군)
보은로(Boeun-ro)는 충청북도 보은군 보은읍 죽전삼거리와 춘수골삼거리를 잇는 충청북도의 도로이다.

## 주요 경유지
충청북도
- 보은군 (보은읍)

## 노선
| 이름                          | 접속 노선                | 소재지 | 소재지 | 비고 |
| ----------------------------- | ------------------------ | ------ | ------ | ---- |
| 죽전삼거리                    | 남부로                   | 보은군 | 보은읍 |      |
| 남다리                        |                          | 보은군 | 보은읍 |      |
| 삼산삼거리                    | 삼산남로                 | 보은군 | 보은읍 |      |
| 동헌삼거리                    | 교사삼산길               | 보은군 | 보은읍 |      |
| 교사사거리                    | 국도 제25호선 (보청대로) | 보은군 | 보은읍 |      |
| 충북생명산업고등학교앞 사거리 | 자영고길                 | 보은군 | 보은읍 |      |
| 춘수골삼거리                  | 남부로                   | 보은군 | 보은읍 |      |

## 주요 건물 및 시설
- 보은고등학교 (보은로 17/죽전리 61)
- CU 보은제일점 (보은로 110/삼산리 158-2)
- 세븐일레븐 충북보은센터점 (보은로 122/삼산리 149-11)
- 농협 보은군지부 (보은로 127/삼산리 155-5)
- 교촌치킨 보은점 (보은로 137/삼산리 153-2)
- 청주지방법원 보은군법원 (보은로 147/교사리 54-13)
- 농협 충북원예농협 보은지소 (보은로 149/교사리 53-7)